# British Syrian Society
La British Syrian Society (BSS ou Société britannique syrienne) est une association destinée à promouvoir les relations entre le gouvernement de la Syrie et le Royaume-Uni. Elle a été créée en 2003 par Fawaz Akhras, beau-père de Bachar el-Assad,. Son directeur actuel est l'ancien ambassadeur du Royaume-Uni en Syrie, Peter Ford, qui soutient le régime de Bachar el-Assad. Son directeur exécutif est Gaith Armanazi, le frère d'Amr Armanazi, responsable du programme d'armes chimiques et biologiques en Syrie.  
L'association est active dans les rencontres pro-Assad et est considérée comme un lobby pro-régime,. Dans le cadre de son travail de lobbying, la British Syrian Society (BSS) a accueilli au fil des ans des visites en Syrie de plusieurs députés, accueillis par Assad.  
En septembre 2011, la banque HSBC déclare qu'elle ne représentera plus l'association.  
Son coprésident, Sir Andrew Green, ancien ambassadeur britannique en Syrie, démissionne après que des courriels ont montré que Fawaz Akhras avait donné des conseils à Bachar el-Assad sur la manière de réfuter les preuves montrant des civils visiblement torturés. Le Dr Akhras avait utilisé une messagerie privée pour informer le dirigeant syrien de la manière dont le gouvernement syrien devrait gérer les critiques concernant sa répression du soulèvement d'opposition en 2011, y compris la manière de contrer les séquences vidéo semblant montrer la torture d'enfants,.  
Parmi les autres démissions figurent le trésorier de la société, Brian Constant, et Sir Gavyn Arthur, un ancien lord-maire de Londres,. 
En 2016, la BSS organise une conférence internationale à Damas, décrite par le Council for Arab-British Understanding (en) (Conseil pour la compréhension arabo-britannique) comme un « exercice de relations publiques » du gouvernement syrien, ayant pour objet de défendre les objectifs de Bachar el-Assad. Parmi les intervenants syriens figurent Bouthaina Shaaban, le ministre Ali Haidar et le parlementaire Fares Shehabi.  